# Chapelle Saint-Benoît de Saint-Maurice-lès-Châteauneuf
La chapelle Saint-Benoît de Saint-Maurice-lès-Châteauneuf est une chapelle romane, dont le clocher est inscrit monument historique depuis 1926. Elle fut église paroissiale jusqu'en 1860, puis devient chapelle.  Elle fait partie des églises romanes du Brionnais, canton de Chauffailles, département de Saône-et-Loire, région Bourgogne-Franche-Comté.

## Situation
Elle est située  dans le vieux cimetière, en haut du bourg, peu après le pont sur le Sornin sur la route allant de Chauffailles à Marcigny.

## Histoire
Saint-Benoît est église paroissiale jusqu'à la construction de la nouvelle église, construite à proximité, à partir du 1852. Elle est placée dès l'origine sous le vocable de saint Benoît alors que la paroisse est dédiée à saint Maurice. Elle dépend d'abord de l'archiprêtré de Beaujeu, puis de celui de Charlieu.
La nef a été détruite qu XIXe siècle, vers 1860.
La description de l'église est faite, avant sa démolition, à l'occasion de la visite, le 21 juillet 1746, de Monseigneur de Loat de Sérignan de Valras, évêque de Mâcon : « Le sanctuaire  est une coquille d'environ dix-huit pieds de largeur sur douze de profondeur… Le chœur est pareillement voûté, de vingt pieds de large sur dix de long. La nef peut avoir quarante pieds de longueur sur vingt de largeur, éclairés par cinq vitraux… » Sont décrites également les quatre chapelles dont l'église était pourvue. Le mobilier de l'église est également décrit et comprenait : le retable baroque du maître-autel, un tabernacle en bois peint, des statues en bois une de Saint-Benoît, une de Saint-Maurice et une de la vierge Marie, les fonts baptismaux en pierre ronde de quatre pieds, la chaire à prêcher en bois de chêne…
La cause de la démolition est exposée  dans une fiche en date du 26 décembre 1845 : « l'église est si petite qu'elle suffirait à peine pour la moitié de la population. Elle est dans un état pitoyable. Le clocher tout en pierre menace ruine. Cette église n'est susceptible d'aucune réparation et elle ne peut pas s'agrandir ». La nouvelle église paroissiale a été construite de 1852 à 1860, date de la réception définitive.
Des travaux de restauration sont effectués en 2001 et en 2004. Ils consistent en la consolidation du clocher, des travaux de maçonnerie et de menuiserie.

## Description
La chapelle ne comporte plus que le chœur et le clocher romans.
Contrairement à la majorité des églises, le clocher ne s'élève pas au dessus de la croisée du transept, il est bâti sur le flanc de l'église (c'est aussi le cas de l'église de Saint-Martin-du-Lac et de la chapelle de Saint-Martin-la-Vallée).
Le clocher est une tour carrée percée des quatre côtés par un rang de fenêtres séparées par des piliers  en pierres, servant de base à une flèche en pierre de taille, elle aussi percée des quatre côtés
L'abside est voûtée en cul-de-four brisé.
La travée du chœur qui s'ouvrait sur le vide après la démolition de la nef est aujourd'hui fermée par un pan maçonné.
À l'extérieur, la corniche autour de l'abside présente des modillons, têtes d'animaux et figurent menaçantes, typiques de la sculpture brionnaise.